# Antoni Jiménez Sistachs
Antoni Jiménez Sistachs   (la Garriga, 12 d'octubre de 1970), esportivament conegut com a Toni Jiménez, és un porter de futbol català, ja retirat. La major part de la seva carrera jugà al RCD Espanyol i a l'Atlètic de Madrid. Des de l'estiu de 2014, és l'entrenador de porters del Tottenham Hotspur FC.

## Trajectòria
Sorgit del planter de l'Olímpic de la Garriga, aterrà a l'Esport Club Granollers amb 12 anys, quan el club de la seva vila es quedà sense futbol base.
Va jugar tres cops amb la selecció espanyola sense encaixar cap gol. El seu debut va ser el 18 de novembre del 1998 a Salern (Itàlia) davant Itàlia com a suplent.
Amb la selecció catalana va debutar l'any 1997 en un partit amb Bulgària, arribant a formar part de la selecció nacional en vuit ocasions.
El juny de 2011 va entrar a formar part de l'equip tècnic de Mauricio Pochettino, sent entrenador de porters al RCD Espanyol, Southampton FC i des del 2014, al Tottenham Hotspur FC.